# Studenačko polje
Studenačko polje je krško polje u Bosni i Hercegovini.
Nalazi se u zapadnoj Hercegovini, jugozapadno od Ljubuškog. Oko polja se nalazi naseljeno mjesto Studenci sa zaseocima Glavica, Donji Studenci, Gornji Studenci i Trseljevina. .
Kroz Studenačko polje protječe Studenčica (lokalnog naziva Matica), jedina lijeva pritoka Trebižat. Studenčica nastaje od tri jača krška vrela Vrila, Kajtazovine i Vakufa. Osim njih na jugozapadnom rubu polja nalaze se još vrela Topoljak i Pizdarevac.